# Марсел Мос
Марсел Мос (на френски: Marcel Mauss; Епинал 1872 – Париж 1950) е смятан за един от основоположниците на френската антропология и социология.

## Биография
Mарсел Мос израства в Епинал, където родителите му имат текстилна фабрика, но учи в Бордо, а през 1895 г. се дипломира (агрегация) като философ. Оставайки в Париж, продължава да се образова, като изучава санскрит и религиознание. През 1901 г. получава катедра по „история на религиите сред нецивилизованите народи“. Заедно с Леви-Брюл и Пол Риве през 1925 г. участва в основаването на Парижкия институт по етнология (на френски: Institut d'ethnologie de Paris). През 1931 г., при трети опит, получава катедра в Колеж дьо Франс по специалност, която замества предишната „социална философия“ и се нарича просто „соцоиология“.
Значим елемент в живота и кариерата на Мос е неговото родство с Емил Дюркем, който е негов вуйчо, макар и само с 14 години по-възрастен. При смъртта му през 1917 г. на Мос остава ръкописното наследство и ръководството на създаденото от него списание Année Sociologique.
През 1909 г. Мос оттегля от издателството печатането на хабилитационния си труд, от който така остава известна само част първа. Единствената монографична публикация на Мос е неговото Есе върху даряването. Както практически всички работи на Мос, то е издадено първоначално в Année Sociologique. От множеството статии, които той публикува, впоследствие са съставяни сборници. Мос се явява и неколкократно като съавтор на публикации, останали значими в обществените науки.
През 1981 г. във Франция се формира „анти-утилитаристко движение в социалните науки“, което се идентифицира чрез акроним съвпадащ с името на Мос. Идеите от този кръг повлияват антрополога и активист Дейвид Грейбър

## Трудове
- Essai sur le don. Forme et raison de l'échange dans les sociétés archaïques(1925), Presses universitaires de France, 2007.
  - Дарът: Форма и основание за обмена в архаичните общества, Въвед. Клод Леви-Строс; Прев. [от фр.] И. Илиев, А. Колева, 199с, София: КХ, 2001 ISBN 954-587-054-0
- Sociologie et anthropologie, recueil de textes, préface de Claude Lévi-Strauss, Presses universitaires de France, 1950
- Œuvres, présentation par Victor Karady, comprenant trois volumes:
  - I. – La fonction sociale du sacré, 1968, Paris, Minuit, 633 p.
  - II. – Représentations collectives et diversité des civilisations, 739 p.
  - III. – Cohésion sociale et division de la sociologie, 734 p. Paris, Minuit 1968 – 9.
- Écrits politiques, textes réunis et présentés par Marcel Fournier. Paris: Fayard, Éditeur, 1997, 814 pages.
- Manuel d'Ethnographie. 1967. Editions Payot & Rivages. (Manual of Ethnography 2009. Translated by N. J. Allen. Berghan Books.)

## За него
- Balandier G., Marcel Mauss, un itinéraire scientifique paradoxal. Revue européenne des sciences sociales, 1996, 34 (105), 21 – 25
- Jean-François Bert, Les archives de Marcel Mauss ont-elles une spécificité ? – le cas de la collaboration de Marcel Mauss et Henri Hubert. Durkheimian Studies, 2010, 16 (1), 94 – 108
- Jean-François Bert, L'atelier de Marcel Mauss, CNRS éditions, Paris, 22/11/2012 Série:Socio/Athropo
- Erwan Dianteill, ed., Marcel Mauss, en théorie et en pratique – Anthropologie, sociologie, philosophie, Paris, Archives Kareline, 397 p.
- Erwan Dianteill, ed., Marcel Mauss – L’anthropologie de l’un et du multiple, Paris, PUF, collection „Débats philosophiques“, 2013, 208 p.
- Pascal Michon, Marcel Mauss retrouvé. Origines de l'anthropologie du rythme, Paris, Rhuthmos, 2010.
- Sylvain Dzimira, Marcel Mauss, savant et politique, La Découverte, 2007
- Marcel Fournier, Marcel Mauss, Fayard, 1994 – biographie avec une bibliographie exhaustive
- Bruno Karsenti, L'Homme total. Sociologie, anthropologie et philosophie chez Marcel Mauss, PUF, 1997
- Camille Tarot, Sociologie et anthropologie de Marcel Mauss, collection Repères, La Découverte, 2003
- Camille Tarot, De Durkheim à Mauss, l'invention du symbolique, collection recherches, Bibliothèque du MAUSS, MAUSS/La Découverte, 1999